# Will Frischkorn
Will Frischkorn (født 10. juni 1981) er en amerikansk tidligere professionel cykelrytter.